# Liste der Brunnen in Koblenz
Diese Liste der Brunnen in Koblenz soll einen Überblick über vorhandene und abgebaute Brunnen in der Stadt Koblenz geben. Diese Liste erhebt keinen Anspruch auf Vollständigkeit, wird aber fortwährend ergänzt.

## Brunnen
| Bezeichnung                  | Standort                                        | Anlass/Beschreibung | Errichtet/ Eingeweiht                                                       | Entwurf/ Künstler                                                 | Bild                                       |
| ---------------------------- | ----------------------------------------------- | --- | --------------------------------------------------------------------------- | ----------------------------------------------------------------- | ------------------------------------------ |
| Brunnen Am Plan              | Am Plan                                         | Anschluss an die erste Wasserleitung von 1786                                                                           | 1806                                                                        | Georg Kirn, Pionierhauptmann und kurfürstlicher Hofbrunnenmeister | Brunnen Am Plan                            |
| Dähler Born                  | Ehrenbreitstein                                 | Heilwasserquelle | 1820 (Brunnhaus)                                                            |                                                                   | Brunnen Am Plan                            |
| Clemensbrunnen               | Deinhardplatz vor dem Theater                   | Anschluss an die erste Wasserleitung von 1786                                                                           | 23. November 1791                                                           |                                                                   | weitere Bilder                             |
| Kastorbrunnen                | Vorplatz Kastorkirche                           | Erinnerung an den Russlandfeldzug 1812 Napoleons I. Anschluss an die erste Wasserleitung von 1786                       | 1812                                                                        | Koblenzer Bildhauer Rauch                                         | Kastorbrunnen                              |
| Schängelbrunnen              | Im „Hof“ des Rathauses der Stadt Koblenz        | Gewidmet dem Heimatdichter Josef Cornelius                                                                              | 15. Juni 1941                                                               | Carl Burger, Mayen                                                | weitere Bilder                             |
| Historiensäule               | Görresplatz                                     | 2000-Jahr-Feier der Stadt                                                                                               | 1992, fertiggestellt am 1. Juni 2000                                        | Jürgen Weber (Bildhauer)                                          | Historiensäule                             |
| Pegelbrunnen                 | Kapuzinerplatz                                  | Zur Erinnerung an historische Hochwasserstände                                                                          | 13. April 2011                                                              | Martin Reinhardt                                                  | Koblenz, Pegelbrunnen (2015-09-15 3841 Sp) |
| Schönbornbrünnchen           | Am Fuße des Kimmelbergs in Metternich           | Quelle der ersten kurfürstlichen Wasserleitung nach Koblenz                                                             | 1783–1786                                                                   | Georg Kirn, Pionierhauptmann und kurfürstlicher Hofbrunnenmeister | Schönbornbrünnchen                         |
| Brunnen zur Stadtentwicklung | Münzplatz                                       | 2000-Jahr-Feier der Stadt                                                                                               |                                                                             |                                                                   | Münzplatz                                  |
| Weinbrunnen                  | Rheinanlagen, in der Nähe des Weindorfs         | Ersatz für das nach Protesten abgebaute Ehrenmal des Deutschen Weins (zur Reichsausstellung Deutscher Wein 1925 erbaut) | 1928, 1962 abgebaut, 2013 erfolgte Wiederaufstellung                        | Carl Burger                                                       | weitere Bilder                             |
| Barbara-Denkmal              | Friedrich-Ebert-Ring, in der Nähe der Festhalle | Zur Erinnerung an die Toten des Rheinischen Feldartillerie Regiments Nr. 8                                              | 06.10.1907, 1956 abgerissen, 1982 wiederentdeckt, Ende 2014 wiederaufgebaut | Georg Schreyögg, München                                          | weitere Bilder                             |
| Erfinderbrunnen              | Löhrstraße/Fischelpassage                       | Von der IHK anlässlich ihres 150-jährigen Bestehens im Jahr 1983 der Stadt Koblenz geschenkt                            | 1983                                                                        | Gernot Rumpf                                                      | weitere Bilder                             |
| Weinbergsbrunnen             | Löhrrondell                                     | Bronzeplastik mit einem Durchmesser von 4 Meter und einer Höhe von 2,50 Meter                                           | 1966                                                                        | Bonifatius Stirnberg                                              | weitere Bilder                             |
| Drei Frauen am Brunnen       | Wasserwerk Oberwerth                            | | 1992                                                                        |                                                                   |                                            |

## Abgebaute oder zerstörte Brunnen
| Bezeichnung              | Standort                          | Anlass                                                                      | Errichtet/ Eingeweiht                                                                | Entwurf/ Künstler | Verbleib                                                                               | Bild           |
| ------------------------ | --------------------------------- | --------------------------------------------------------------------------- | ------------------------------------------------------------------------------------ | ----------------- | -------------------------------------------------------------------------------------- | -------------- |
| Neugotisches Brunnenhaus | Feste Kaiser Franz                | Künstlerisch ausgestalteter Brunnen der Festungsanlage                      | vor 1823, gegossen in der Sayner Hütte                                               | Ferdinand Nebel   | unbekannt, vermutlich während der Entfestigung 1920 beseitigt                          |                |
| Schloßbrunnen            | Schloßplatz, in Richtung Neustadt | Zur Erinnerung an den 25jährigen Aufenthalt der Kaiserin Augusta in Koblenz | 1875                                                                                 | unbekannt         | 1934 beim Bau der Thingstätte beseitigt                                                | Schloßbrunnen  |
| Muschelbrunnen           | Rheinanlagen                      |                                                                             | unbekannt, im Lützeler Volkspark aufgestellt ca. 1936, nach 1950 in den Rheinanlagen | unbekannt         | 2009 wegen der Bundesgartenschau 2011 abgebaut, Wiederaufstellung im Volkspark geplant | Muschelbrunnen |